# 林栗
林栗（?—?），字黄中，一字宽夫。南宋福州福清（今属福建）人。
少時“笃志好学，留心经术”，绍兴十二年（1142年）进士，调崇仁尉。宰相陈康伯荐为太学正，守太常博士。孝宗時，迁屯田员外郎，歷官秘阁修撰、直宝文阁、荆南路安抚。官至兵部侍郎。淳熙十五年（1188年）曾與朱熹“論《易》與《西銘》不合”，学术观点与朱熹迥异，對於林栗的太極、兩儀、四象、八卦之說，朱熹說他“此恐倒說了”。當时朱熹以江西提刑召为兵部郎官，朱熹以足疾辭不赴，淳熙十五年六月，林栗彈劾朱熹“本無學術，徒竊張載、程頤緒餘，為浮誕宗主，謂之道學，妄自推尊”。葉適上書為朱熹辯護。林栗本人精於《周易》，有學者譏其“說每卦必兼互體、約象、覆卦為太泥”，著有《周易经传集解》32卷、《论语知新》10卷、《林黄中奏议》5卷等書。

## 延伸阅读
[在维基数据编辑]
 《宋史·卷394》，出自脱脱《宋史》